# Austrian Open 2005
Austrian Open 2005 — тенісний турнір, що проходив на ґрунтових кортах у місті Кіцбюель, Австрія з 25 липня. Належав до категорії ATP International Series Gold, був турніром серії Austrian Open Kitzbühel 2005 року.

## Фінальна частина

### Одиночний розряд
Гастон Гаудіо —  Фернандо Вердаско 2–6, 6–2, 6–4, 6–4

### Парний розряд
Леош Фридль /  Андрей Павел —  Крістоф Рохус /  Олів'є Рохус 6–2, 6–7(5–7), 6–0